# Abdelnasser Ouadah
Pour les articles homonymes, voir Ouadah.
Abdelnasser Ouadah (en arabe : عبد الناصر وضاح) est un ancien footballeur international algérien, né le 13 septembre 1975 à Forbach (France). Il jouait milieu offensif ou attaquant, En forme, il mesure 1,75 m pour 71 kg. Il a aussi la nationalité française.
Il compte 1 sélection en équipe nationale en 2004.

## Biographie
Formé à Nancy, il joue 38 matchs en trois saisons de division 2 avec le club lorrain. Il est prêté une saison à Épinal en 1996-1997. Il joue 21 matchs mais Épinal termine dernier de Ligue 2. Il revient alors à Nancy et prend une part active à la conquête du titre de champion de France de D2 en 1998. Il joue en effet 34 matchs et inscrit 3 buts. La saison suivante, il fait ses débuts en Division 1 le 15 août 1998 à l'occasion du match Auxerre - Nancy (pour une défaite 3 buts à 2). À l'issue de la saison suivante, Nancy est relégué en D2 pour deux buts.
Il s'engage alors avec les Chamois Niortais. Il devient un joueur essentiel de Niort puisqu'il inscrit 16 buts en deux saisons.
Il attire l'œil de l'AC Ajaccio qui est promu en Ligue 1. Il y reste trois saisons pour rejoindre le FC Metz lors de la saison 2005-2006 (28 matchs, 2 buts). À l'issue de la saison, il quitte le club messin qui est relégué en Ligue 2.
Il s'engage alors pour trois saisons avec le Club sportif Sedan Ardennes. Il n'y reste qu'une saison et rejoint en 2007 Montpellier. En fin de saison 2008-2009, son contrat avec Montpellier n'est pas renouvelé.
Il s'est engagé en décembre 2009 avec  le club de Châteauroux jusqu'en juin 2010. À cette date, il signe au FC Istres.
À ce jour Ouadah a déjà connu quatre fois la relégation : en 1996-1997 avec Épinal, en 1999-2000 avec AS Nancy-Lorraine, en 2005-2006 avec le FC Metz, en 2006-2007 avec Sedan.

## Carrière
| Saison        | Club                | Pays   |
| ------------- | ------------------- | ------ |
| 1993-1996     | AS Nancy-Lorraine   | France |
| 1996-1997     | Prêt SAS Épinal     | France |
| 1997-2000     | AS Nancy-Lorraine   | France |
| 2000-2002     | Chamois niortais FC | France |
| 2002-2005     | AC Ajaccio          | France |
| 2005-2006     | FC Metz             | France |
| 2006-2007     | CS Sedan-Ardennes   | France |
| 2007-2009     | Montpellier HSC     | France |
| Déc.2009-2010 | Châteauroux LBC     | France |
| 2010-2011     | FC Istres           | France |

## Palmarès
- Championnat de France de Division 2 / Ligue 2 en 1998 avec Nancy

### Distinction individuelle
- Nommé dans l'équipe-type de Division 2 en 2001